# Trompeta marina

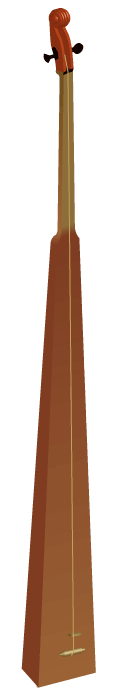
Trompeta marina.

La trompa marina o trompeta marina (en. tromba marina, marine trumpet ; fr. trompette marine; de. marientrompete, trompetengeige, nonnengeige o trumscheit; pol. tub maryna) es un instrumento de cuerda de forma triangular o trapezoidal usado en la Europa medieval y durante el Renacimiento, fue popular en el siglo XV sobreviviendo hasta el siglo XVIII.
Su nombre procede de su sonido similar al de la trompeta y existe desde la Edad Media. Se escribe incorrectamente con frecuencia como "trompa marina", con 'p' por su similitud con el término italiano, también empleado en inglés, "tromba marina", con 'b'.
Se toca sin apretar las cuerdas; obteniéndose un sonido natural, armónicos, pulsando ligeramente con el pulgar en los puntos nodales.

## Historia

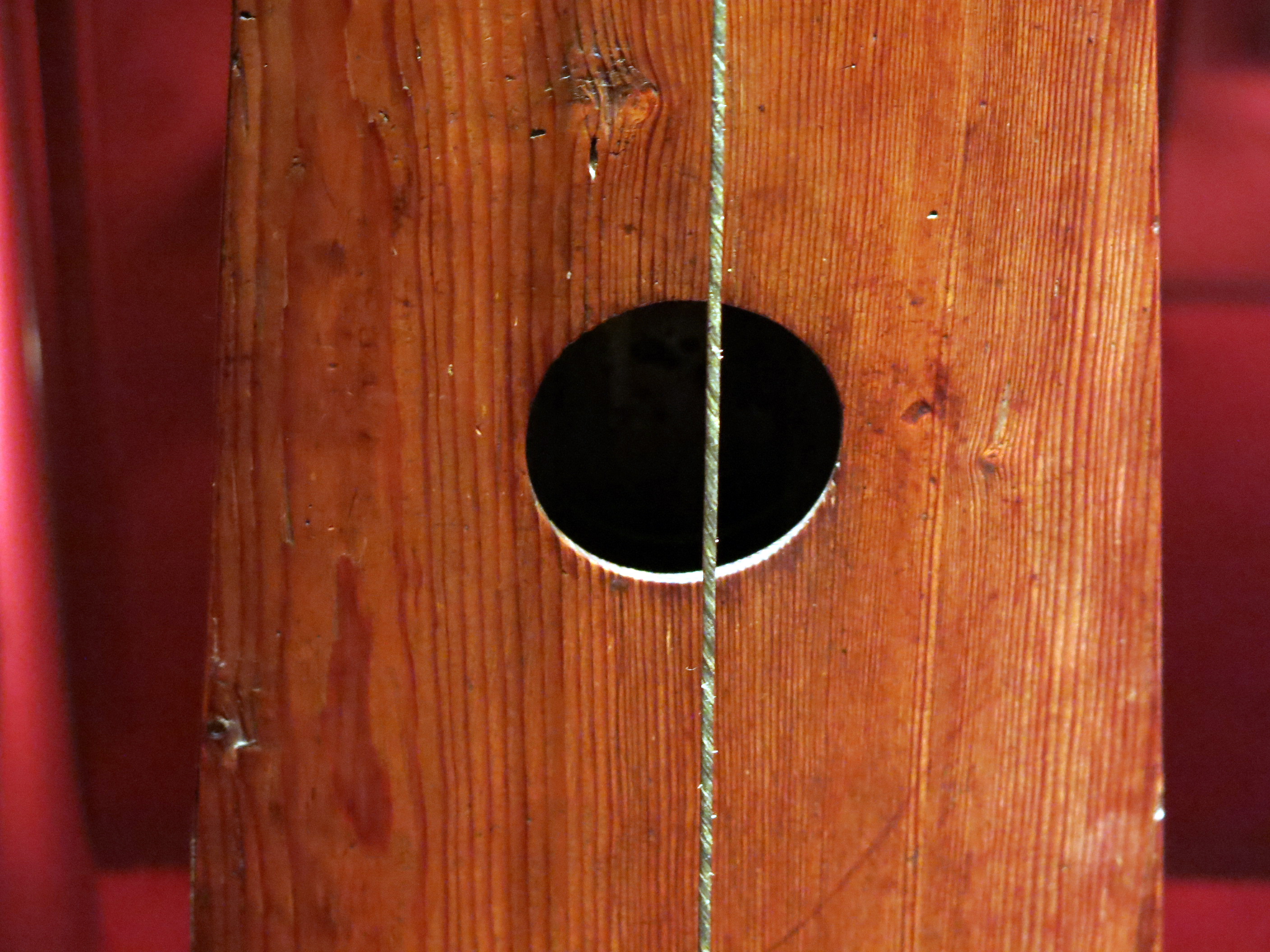
Detalle de trompeta marina en el Museo de la Música de Barcelona

Este instrumento se considera sucesor del monocordio. 
Michael Praetorius (1618), en su obra Syntagma Musicum Theatrum Instromenturum (1620) muestra una serie de instrumentos usados en los conciertos de teatro y entre ellos, XXI n.º 7 Trumfcheidf (trompeta marina) y n.º 8 Scheidtholtt (monocordio).
En Alemania, cuando la trompeta era usada masivamente en las iglesias, las monjas la sustituían a menudo por la trompeta marina, porque a las mujeres no les estaba permitido tocar la trompeta, de ahí el nombre Nonnengeige (literalmente, violín-monjas).
En Francia, la banda de la Grande Ècurie du Roi incluía cinco trompetas marinas y cornamusas cuando en 1662 se contabilizó su coste por primera vez; en 1666 el número había subido a seis.
El instrumento cae en desuso durante la primera mitad del siglo XVIII, cuando solo era utilizado por los músicos itinerantes y de calle. 

## Lutería

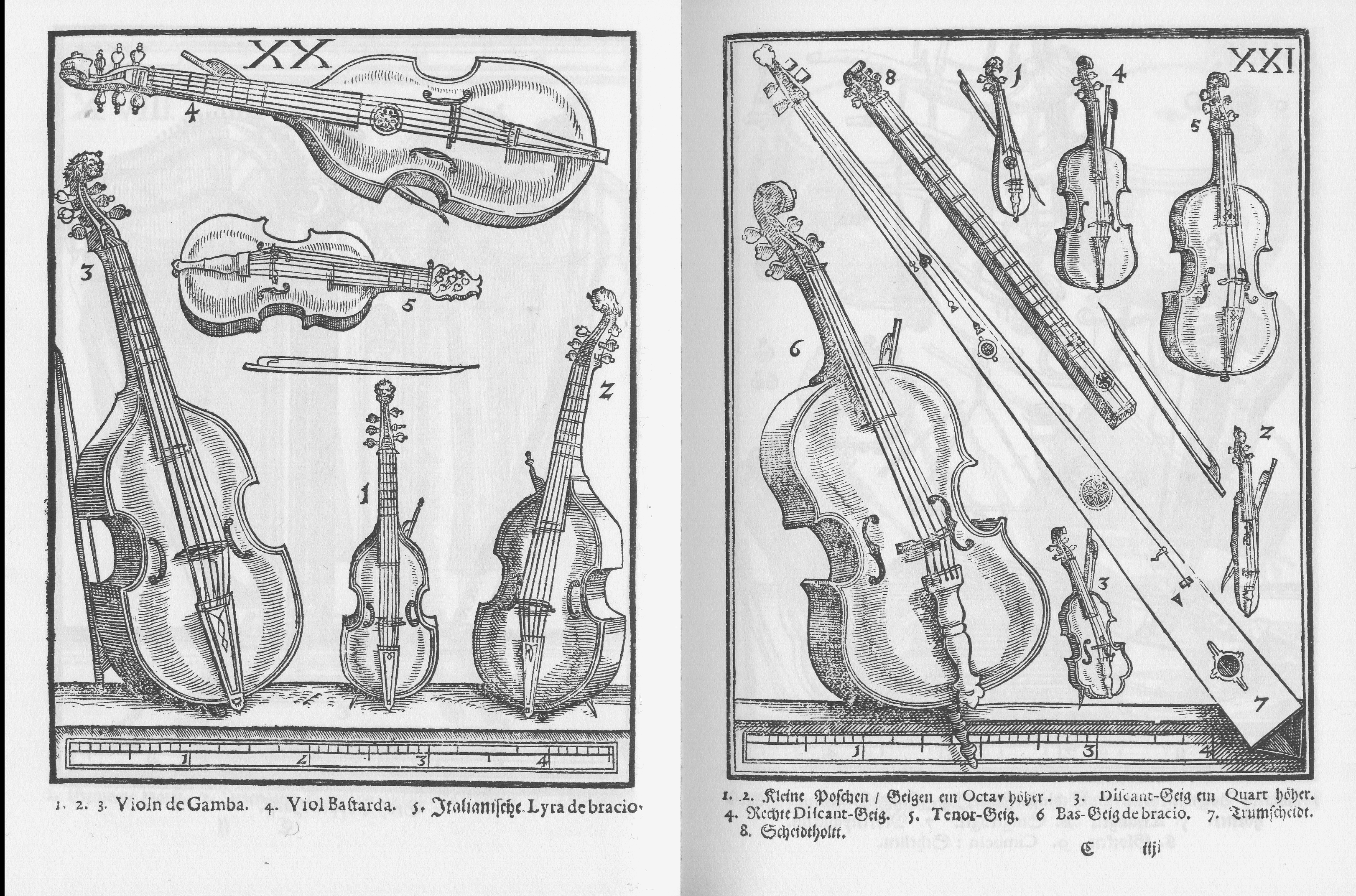
Syntagma Musicum Theatrum Instromenturum (1620), Michael Praetorius. XXI n.º 7 Trumfcheidf (trompeta marina).

### Características
En tiempos de Michael Praetorius (1618), la longitud de su caja de resonancia era de aproximadamente 1,85 m y los tres lados de la base median 18 cm, disminuyendo hasta 5 cm en el mástil. 
Las medidas de la trompeta marina, su morfología y el número de cuerdas variaban considerablemente.

El instrumento era pesado, de tamaño similar al violonchelo. Originalmente tenía una sola cuerda, generalmente una D de violonchelo.
Para mejorar el timbre y reforzar los tonos armónicos puros sin incrementar los sonidos estridentes debido a la acción del puente, algunas veces, dentro de la caja de resonancia se añadía una cuerda octava de la mitad de la longitud de la cuerda melódica, e incluso otras dos más, respectivamente la duodécima y doble octava, que actuaban como cuerdas simpáticas. 
Se toca con la mano izquierda pulsando entre los puntos nodales y la nuez de la cabeza.

### Construcción
El cuerpo de la trompeta marina está formado generalmente por tres listones de madera en forma de pirámide alargada con un clavijero en el extremo; o una caja de tres a seis lados, con caja de resonancia frontal, y mástil separado, con el fondo del instrumento abierto en la mayoría de los casos; algunos modelos históricos usan agujeros de sonido.
La única cuerda, generalmente la cuerda D de un violonchelo, unida a la caja de resonancia pasa sobre un lado del puente, dejando el otro que vibre libremente sobre un plano de marfil o cristal situado sobre la caja de resonancia, creando un zumbido parecido al de los instrumentos de metal.
Al puente, debido a su forma curiosamente irregular, se le conocía también como zapato. Era grueso y alto en el lado de la cuerda, y bajo y estrecho en el lado situado a la izquierda, haciendo vibrar el cuerpo con cada movimiento del arco.-

### Elementos
La trompeta marina consiste en un cuerpo en forma de una pirámide truncada apoyada en una base triangular y un mástil.
Usualmente tiene 1,5 a 2 metros de largo, y una sola cuerda, aunque algunas versiones tienen cuerdas simpáticas.

### Afinación
En un Trummscheit de la colección del Kgl. Hochschule, en Charlottenburg (n.º 772 del catálogo) hay marcas rotuladas A, D, F, A, D, F, G, A, B, C, D.
La única cuerda, generalmente la cuerda D de un violonchelo, a menudo se afina a C tres octavas por debajo (media C).
Una cuerda llamada guidon se enrolla en la cuerda melódica debajo del puente subiendo hasta el clavijero donde se enrolla en una clavija. El guidon ajusta el balance del puente tirando de la cuerda.

## Citas
- Monsieur Jourdain - Il y faudra mettre aussi une trompette marine.

La trompette marine est un instrument qui me plaît, et qui est harmonieux".

«También será preciso añadir una trompeta marina

La trompeta marina es un instrumento que me agrada, y es armonioso», de El burgués gentilhombre de Molière.
- Et l'unique cordeau des trompettes marines,

«Y la única cuerda de las trompetas marinas», de Guillaume Apollinaire. Uno de los poemas más cortos de la literatura francesa.